# جون جورج مارشال
جون جورج مارشال هو قاضي وسياسي كندي، ولد في 1786، وتوفي في 7 أبريل 1880. انتخب عضو مجلس نواب نوفا سكوتيا.